# Kovalivka, raionul Mîkolaiiv, regiunea Mîkolaiiv
Kovalivka (în ucraineană Ковалівка) este o comună în raionul Mîkolaiiv, regiunea Mîkolaiiv, Ucraina, formată numai din satul de reședință.

## Demografie
Componența lingvistică a comunei Kovalivka
     Ucraineană (88,18%)
     Rusă (10,44%)
     Alte limbi (0,64%)
Conform recensământului din 2001, majoritatea populației comunei Kovalivka era vorbitoare de ucraineană (88,18%), existând în minoritate și vorbitori de rusă (10,44%).